# 吉村昇洋
吉村 昇洋（よしむら しょうよう、1977年3月16日 - ）は、日本の曹洞宗の僧。公認心理師・臨床心理士（専門は認知行動療法）。写真家。広島県広島市出身。曹洞宗八屋山普門寺住職。

## 人物
禅仏教・精進料理・臨床心理学・食育の研究・講義・講演、仏教マンガ研究など活動は多岐にわたり、雑誌各誌にて連載、執筆を行う。また、各種イベントにて他領域の専門家との対談（鼎談）も積極的に行っている。

## 略歴
広島城北高等学校卒、駒澤大学大学院にて仏教学修士、広島国際大学大学院にて臨床心理修士をそれぞれ取得。2010年に臨床心理士資格、2018年に公認心理師資格を取得。
2002年に曹洞宗大本山永平寺にて修行。2004年の乞暇後、永平寺史料全書編纂室に勤務。
2005年より、日本仏教の超宗派の若手僧侶が集うインターネット寺院「虚空山 彼岸寺」にて精進料理blog「禅僧の台所〜オトナの精進料理」を連載。
2012年、広島の地にて本格的な精進料理教室「広島精進料理塾」を主宰。
2013年、県立広島大学 人間文化学部 健康科学科 非常勤講師（退職）。
2014年、相愛大学 人文学部 人文学科 非常勤講師。

## 著書
- 『気にしなければ、ラクになる。』（幻冬舎エデュケーション、2013年9月。ISBN 978-4344976740）
- 『週末禅僧ごはん』（主婦と生活社、2014年5月。ISBN 978-4391144833）
- 『心が疲れたらお粥を食べなさい　豊かに食べ、丁寧に生きる禅の教え』（幻冬舎、2014年9月。ISBN 978-4344026254）
- 『気にしない生き方』（幻冬舎、2015年4月。『気にしなければ、ラクになる。』に加筆・修正したもの。ISBN 978-4344979574）
- 『禅に学ぶくらしの整え方』（オレンジページ、2016年1月。ISBN 978-4865930283）
- 『精進料理考』（春秋社、2019年8月。ISBN 978-4393159026）
- 『暮らしもココロもリフレッシュ! 禅式おそうじ術 (NHKまる得マガジンテキスト)』（NHK出版、2019年11月。ISBN 978-4148272864）
- 『心とくらしが整う禅の教え』（オレンジページ、2021年9月。『禅に学ぶくらしの整え方』に加筆・修正したもの。ISBN 978-4865934533）

### 共著
- 『小さな心から抜け出す お坊さんの1日1分説法』（永岡書店、2013年2月。ISBN 978-4522431719）
- 『いただきます“お寺のごはん" ―仏教と食の関わりから和の暮らしの極意を学ぶ (趣味Do楽テキスト)』（NHK出版、2014年11月。ISBN 978-4141897941）

## 連載
- 『栄養と料理』「禅僧の考えごと 〜お寺の台所から」（女子栄養大学、2012年1月－12月）
- 『禅の友』「禅僧ごはん」（曹洞宗宗務庁、2012年1月－2016年12月）
- 『春秋』「マンガで読む仏教」（春秋社、2014年1月－12月）
- 『中国新聞』「放てば手にみてり」（中国新聞社、2017年6月－2020年2月）
- 『春秋』「精進料理のこころ」（春秋社、2017年8月－2018年10月）
- 『幻冬舎PLUS』「禅僧のノケゾル日常」（幻冬舎、2017年9月－現在）
- 『禅の友』「食禅食悟 『赴粥飯法』に学ぶ禅の食作法」（曹洞宗宗務庁、2021年1月－現在）

## テレビ出演
NHK総合テレビジョン
- 助けて!きわめびと「朝まで ぐっすり眠りたい」（2015年） - きわめびと
- ごごナマ「知っトク！らいふ」精進料理（2017年 - 2018年） - 講師

NHK Eテレ
- 趣味Do楽「いただきます お寺のごはん 〜心と体が潤うレシピ」（2014年 - 2015年） - 講師
- きょうの料理（2016年 - 現在） - 講師
- まる得マガジン 暮らしもココロもリフレッシュ!禅式おそうじ術（2019年12月） - 講師

朝日放送
- 大人のしがらみ劇場 絶体絶命アンサー！（2016年 - 2017年） - コメンテーター

TBSテレビ
- ジョブチューン アノ職業のヒミツぶっちゃけます!『お寺・神社・教会への国民のギモンすべて解決!3時間スペシャル！』（2017年） - コメンテーター

RCC中国放送
- イマなまっ!（2017年 - 2019年） - 火曜コメンテーター 月に2度出演

## ラジオ出演
RCC中国放送
- 日々感謝。ヒビカン（2012年 - 2014年） - 月曜 or 火曜準レギュラー 月に1度出演
- おひるーな（2015年 - 現在） - 金曜日準レギュラー 月に1度出演